# 微軟認證高級專家
微軟認證高級專家（Microsoft Certified Master）是微軟在2008年新推出的認證，作為微軟三階段認證中的最高級認證，並將MCA認證獨立出來成為一個獨立計畫，MCM認證將會作為申請MCA考試（深度技術架構師）的前置需求。
根據微軟的定義，微軟認證高級專家可以從事其認可領域中的高級能力，舉凡規劃、設計、發展、建置、部署、支援、維護與問題排除等都可以執行，也因為高級專家認證必須要有如此高深的能力，因此微軟在高級專家認證計畫中加入了培訓的條件，也就是每一位高級專家的考生都必須要在微軟總部受訓三個星期，並且通過微軟舉辦的筆試以及實驗室考試後，才可以被授予高級專家的認證。
本認證的後繼者為MCSM（微軟認證解決方案大師），在相關考試停考後MCM也將走入歷史。

## 技術分類
目前微軟高級專家認證有三個技術分類：

### Master: Exchange Server 2007
前置經驗需求：
- 五年以上的Microsoft Exchange Server 2003在安裝、組態與問題排除的實務經驗。
- 一年以上的Microsoft Exchange Server 2007在安裝、組態與問題排除的實務經驗。
- 對於Microsoft Exchange Server設計與架構上的充份了解。
- 對於Active Directory、Domain Name System (DNS)、與其他與Exchange Server相關的核心網路服務有充份的了解。
- 具流暢的英文聽說讀寫能力。

前置認證與考試需求：
- MCTS: Exchange Server 2007, Configuring
- MCITP: Enterprise Messaging Administrator
- MCSE on Windows Server 2003或是通過Exam 70-640: Microsoft Windows Server 2008 Active Directory, Configuring

### Master: SQL Server 2008
前置經驗需求：
- 五年以上的Microsoft SQL Server 7.0或更新版本在安裝、組態與問題排除的實務經驗。
- 一年以上的Microsoft SQL Server 2005或更新版本在安裝、組態與問題排除的實務經驗。
- 對於Microsoft SQL Server設計與架構上的充份了解。
- 對SQL Server核心元件與其相依元件，像是線上交易處理（OLTP）、高可用性、災難復原、效能調整最佳化、儲存、安全性、可管理性與資料散布技術等具有充份的了解。
- 具有流暢的英文聽說讀寫能力。

前置認證與考試需求：
- MCITP: Database Developer
- MCITP: Database Administrator

### Master: Windows Server 2008 Directory
前置經驗需求：
- 五年以上對Windows Active Directory的安裝、設計、組態與問題排除的實務經驗。
- 對Windows Active Directory的設計與架構有充份的了解。
- 具有在站台元件拓樸、樹林營運與拓樸、Active Directory分散式檔案系統、檔案複製服務、安全性、用戶端互動與群組原則等，擁有等級300[2]或同等的知識。
- 對Active Directory Certificate Services（AD CS）、Active Directory Rights Management Services (AD RMS)、Active Directory Federated Services (AD FS)與Active Directory Lightweight Directory Services（AD LDS）有基本的了解。
- 在基礎協定分析、Hyper-V、腳本式PKI以及IP定址與路由等的功能性技能（Functional Skills）。
- 具流暢的英文聽說讀寫能力。

前置認證與考試需求：
- MCSE on Windows Server 2003或MCITP: Enterprise Administrator
- Exam 70-219: Designing a Microsoft Windows 2000 Directory Services Infrastructure或Exam 70-297: Designing a Windows Server 2003 Active Directory and Network Infrastructure

### Master: Microsoft Office SharePoint Server 2007
前置經驗需求：
- 在Microsoft SharePoint Portal Server 2003或是Microsoft Content Management Server 2002，於安裝，設定，故障排除與客製開發有兩年以上的實務經驗。
- 在Microsoft SharePoint Portal Server 2007於安裝，設定，故障排除與客製開發有一年以上的實務經驗。
- 對SharePoint Server 2007伺服器設計與架構有透徹的了解。
- 對ASP.NET，IIS以及與SharePoint相依的其他核心技術有透徹的了解。
- 具流暢的英文聽說讀寫能力。

前置認證與考試需求：
- Exam 70-630: TS: Microsoft Office SharePoint Server 2007, Configuring
- Exam 70-631: TS: Windows SharePoint Services 3.0, Configuring
- Exam 70-541: TS: Windows SharePoint Services 3.0, Application Development
- Exam 70-542: TS: Microsoft Office SharePoint Server 2007, Application Development

### Master: Office Communications Server 2007
前置經驗需求：
- 在Microsoft Office Live Communcations Server 2005，於安裝，設定與故障排除有三年以上的實務經驗。
- 在Microsoft Office Communcations Server 2007於安裝，設定與故障排除有一年以上的實務經驗。
- 對Microsoft Office Communcations Server 2007伺服器設計與架構有透徹的了解。
- 對Active Directory，DNS，舊式電話通訊概念，VOIP以及與Office Communcations Server相依的其他核心技術有透徹的了解。
- 具流暢的英文聽說讀寫能力。

前置認證與考試需求：
- Exam 70-638: TS: Microsoft Office Communications Server 2007, Configuring
- Exam 88-924: Microsoft Office Communications Server 2007 – Unified Communication Voice Specialization (available January 2009)
- 下列要求其中之一：
  - MCSE on Windows Server 2003。
  - 通過下列兩組考試（各組均擇一）：
    - Exam 70-294: Planning, Implementing, and Maintaining a Windows Server 2003 Active Directory Infrastructure或是Exam 70-640: MCTS: Windows Server 2008 Active Directory, Configuration
    - Exam 70-297: Designing a Windows Server 2003 Active Directory and Network Infrastructure或是Exam 70-642: MCTS: Windows Server 2008 Network Infrastructure, Configuring

## 報名與費用
高級專家認證由於性質的不同，必須由微軟安排特定的時間來舉辦，並且必須經過下列程序：
- 提出申請書，繳交US$ 125申請費。
- 上傳履歷表。
- 註冊，繳交US$ 18,500註冊費。

若考試未通過要重考時，非實驗室考試重考費用為US$ 250，實驗室考試重考費用為US$ 1,500。若課程沒有上完的話，一定要重新開始接受課程訓練才行。